# Sagay Marine Reserve
Das Sagay Marine Reserve liegt in den Gewässern der Provinz Negros Occidental auf den Philippinen und erstreckt sich auf einer Fläche von 325,52 km². Es wurde am 14. April 2001 mit Inkrafttreten des präsidialen Erlasses 9106 eingerichtet und steht im Anhang des NIPAS-Gesetzes von 1992 als ein Meeresschutzgebiet.
Das Marine Reserve erstreckt sich an der Nordküste der Insel Negros, in der Visayas-See, entlang der Küstenlinie der Großstadt Sagay City. Im Gebiet des Meeresschutzgebietes liegen mehrere ausgedehnte Korallenriffe, das Carbin-, Panal, Maca und die Korallenriffe die die Insel Molocaboc umgeben. Auf den Korallenbänken ließen die Meeresströmungen teilweise kleine Sandbänke entstehen. Die Korallenbänke setzen sich aus 60 verschiedenen Arten von Hart- und Weichkorallen zusammen.
Im Meeresschutzgebiet stehen auf 30 km² ausgedehnte Seegraswiesen, die sich aus 10 verschiedenen Arten zusammensetzen. Es konnten fünf Arten von Riesenmuscheln, 250 Arten von Riff- und Hochseefischen, fünf Arten von Meeresschildkröten und auch das bedrohte Dugong beobachtet werden. Weiterhin wurden 78 Arten von Algen und Seetangen gefunden. 
An der Küstenlinie erstrecken sich ausgedehnte Mangrovenwälder auf einer Fläche von 5 km², von denen 1 km² wiederaufgeforstet wurde. Diesen sind größere Wattflächen vorgelagert.